# Dybäcks slott

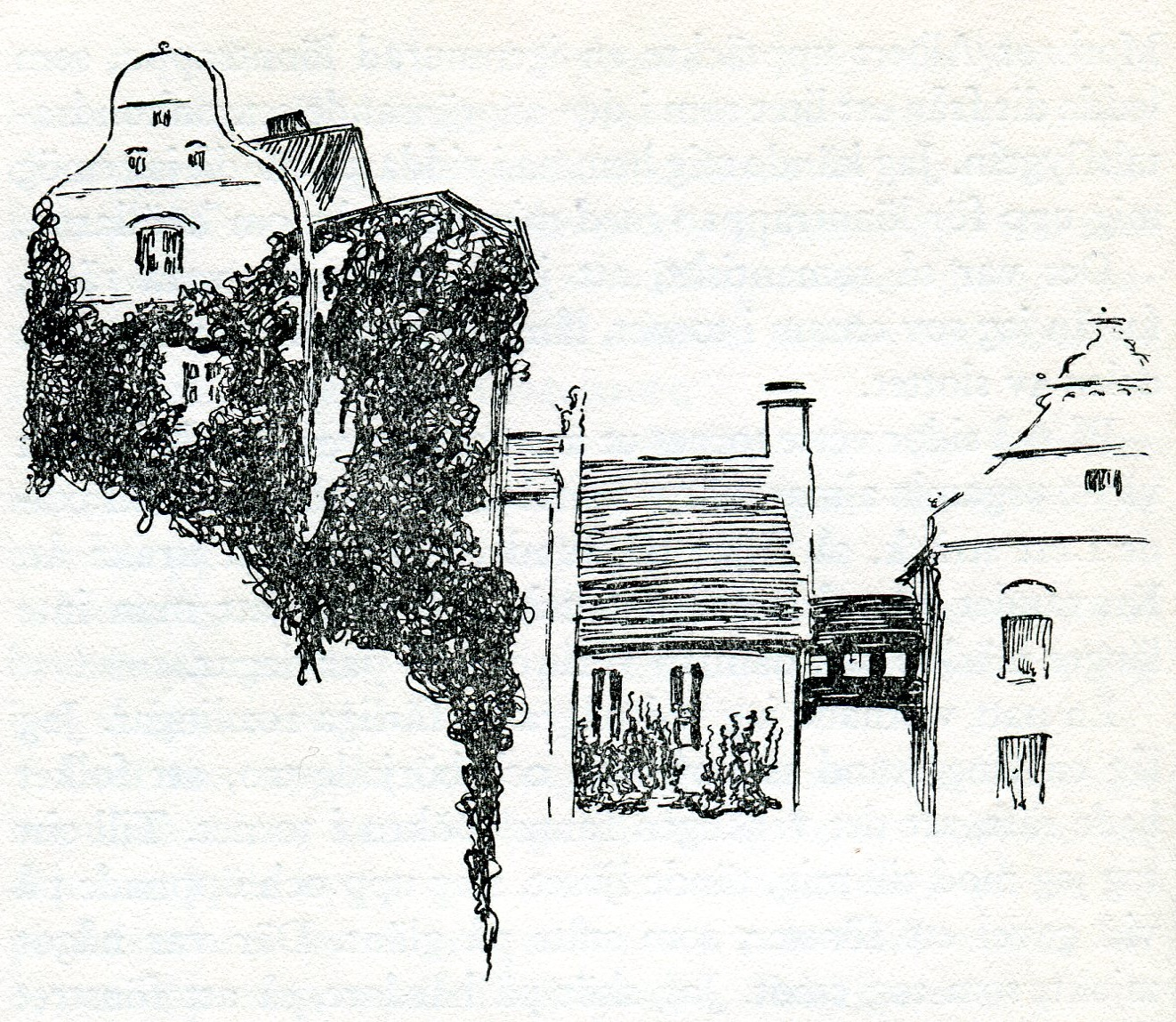
En del av slottet tecknad av Gunnar Cederschiöld

Dybäcks slott är ett slott i Östra Vemmenhögs socken i Skurups kommun.
Dybäck är Skånes och Sveriges sydligaste herresäte, cirka 9 km söder om Skurup. Den ålderdomliga vita mangården är egentligen en samling av flera byggnader. Äldst är den östra gavelprydda längan, uppförd i slutet av 1400-talet. Huset bredvid uppfördes vid mitten av 1500-talet. De västra delarna av slottet med trapptornet uppfördes under 1600-talet. Gotik, renässans och barock smälter här ihop till ett. Det är beläget på den bördiga jordbruksmarken vid Dybäcksån nära kusten och omgivet av en lummig park. Slottet är inte tillgängligt för allmänheten.

## Historia
Godset är känt från 1300-talet. Det ägdes under den danska tiden av företrädare för olika välkända adelsätter, som Marsvin, Munk och Bille. 1684 delades det mellan Jörgen och Christian Bille. 1720 kom det i adelsmannen Bernt Simon Ingelotz ägo. Ägorna var delade fram till 1857, då de sammanfördes av Albrecht Baltzar Wallis. Slottet köptes 1921 av Albin Alwén som 1961 efterträddes av sonen Ebbe. Då denne avled 1993 övertogs godset av sönerna Claes Ebbe, Carl-Otto och Mats Alwén. Från 2007 blev Carl-Otto Alwén ensam ägare till slottet. Slottets västra del började totalrenoveras januari 2010 och Carl-Ottos dotter, Petra Alwén med make, Magnus Hultman, flyttade in under hösten 2010.

## Avbildning på Stockholms centralstation
Vid ombyggnaden av Stockholms centralstation 1927 och tillkomsten av den nya Centralhallen utfördes på den östra sidan av vänthallen åtta väggmålningar med olika landskapsmotiv från Sverige. De är skapade av konstnärerna John Ericsson och Natan Johansson. Dybäck är motivet på den åttonde målningen från norr.